# Paralephana westi
Paralephana westi är en fjärilsart som beskrevs av Fletcher 1961. Paralephana westi ingår i släktet Paralephana och familjen nattflyn. Inga underarter finns listade i Catalogue of Life.